# Aphanistes hyalinis
Aphanistes hyalinis là một loài tò vò trong họ Ichneumonidae.